# La Pera
La Pera es un municipio español de la comarca catalana del Bajo Ampurdán, en la provincia de Gerona. Incluye los agregados de Pedrinyà, Púbol y Riuràs.

## Demografía
La Pera cuenta con una población de 450 habitantes (INE 2024).

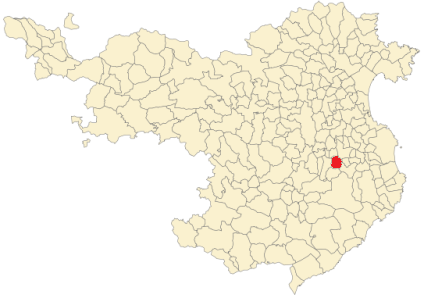
Situación de La Pera en la provincia de Gerona

| Gráfica de evolución demográfica de La Pera entre 1842 y 2021 |
| |
| Población de derecho según los censos de población del INE Población de hecho según los censos de población del INEEntre el censo de 1857 y el anterior, crece el término del municipio porque incorpora a Pedriñá, Pubol |

## Historia
El lugar aparece citado por primera vez en 982, en un documento en que consta su posesión por parte del Monasterio de Santa María de Ripoll.

## Símbolos
El escudo de la Pera se define por el siguiente blasón: 
«Escudo losanjado: de oro, un castillo de sable cerrado de gules sobremontado de una cruz griega patada convexada de gules y acompañada de 2 peras de sinople. Por timbre una corona mural de pueblo.»
Fue aprobado el 7 de octubre de 1991. Se ve el castillo de Púbol (actualmente museo dedicado a su último residente, Salvador Dalí), dos peras en banda y banda (un elemento parlante relativo al nombre de la localidad, aunque realmente provenga del latín PETRA, «piedra») y una cruz que representa san Isidro, el patrón del pueblo.

## Economía
Agricultura de secano. Ganadería bovina. Actividades industriales relacionadas con la agricultura.

## Lugares de interés
- Castillo de Púbol, formado por la iglesia gótica de San Pedro, con un retablo de Bernat Martorell y el castillo gótico-renacentista donde residió el pintor Salvador Dalí, junto a su mujer Gala.
- Iglesia de San Pedro de Púbol, de estilo gótico.
- Iglesia de San Isidoro de la Pera, de estilo gótico-renacentista, construida sobre una iglesia del siglo X.
- Iglesia de San Andrés de Pedrinyà, de estilo románico.
- Ermita de San Rafael y la Mare de Déu dels Àngels, en el núcleo de Riuràs.
- Núcleo medieval de La Pera con pasajes abovedados.

## Personajes célebres
- Francesc Savalls, (1817-1885), general carlista. Vivió en la masía de Mas Savalls.

- Francesc d'Assís Casademont, Barcelona (1923) - Púbol (2007), pintor.

- Salvador Dalí, Figueras (1904) - Púbol (1989), pintor surrealista. Marqués de Dalí de Púbol. Actualmente enterrado en el Museo Dalí de Figueras.

- Gala, Kazán (1891) - Cadaqués (1982), esposa y musa de Dalí. Actualmente enterrada en el Castillo de Gala-Dalí de Púbol.